# Kirua
Kirua ist ein Verwaltungsbezirk (Ward) des Distrikts Siha in der tansanischen Region Kilimandscharo.

## Geografie
Kirua liegt im Nordosten von Tansania etwa 15 Kilometer Luftlinie östlich der Regionshauptstadt Moshi am südlichen Abhang des Mawenzi. Der Süden liegt in rund 900 Meter Seehöhe, nach Norden steigt das Gebiet auf 1300 Meter an.
Der Bezirk grenzt im Norden an Livishi, im Nordosten an Naeny, im Osten an Kashashi, im Süden an Masama Magharibi und Masama Kusini des Distrikts Hai, im Südwesten an Songu und im Westen an Nasai. Bei der Volkszählung 2022 lebten 6626 Menschen in 1845 Haushalten auf einer Fläche von 11 Quadratkilometern.

## Gliederung
Der Bezirk besteht aus drei Gemeinden (Mtaa) mit sechs Orten (Kitongoji):
| Fuka - Kyangili - Injaru | Lomakaa - Lomawe - Nsengonyi | Lawate - Lawate - Kibaoni |

## Wirtschaft und Infrastruktur
- Bildung: Im Bezirk liegt eine weiterführende Schule, die Fuka Secondary School, die Mädchen und Burschen bis zur 4. Stufe ausbildet.[8][9]